# Pelle Clement
Pelle Clement (Amsterdam, 19 mei 1996) is een Nederlands betaald voetballer die bij voorkeur als middenvelder speelt. Hij komt uit voor Sparta Rotterdam.

## Clubcarrière

### AFC Ajax
Clement maakte in 2006 de overstap van Koninklijke HFC naar de jeugdopleiding van Ajax. Hij tekende op 16 april 2015 zijn eerste contract bij Ajax wat hem tot medio 2017 verbond aan de club.
Op 8 mei 2015, tijdens de laatste speelronde van het seizoen, maakte Clement zijn professionele debuut bij Jong Ajax in de Jupiler League. In de thuiswedstrijd tegen FC Oss die in 1-1 eindigde mocht Clement de hele wedstrijd meespelen. Zijn eerste officiële doelpunt in het betaald voetbal maakte hij op 4 december 2015 in het uitduel tegen RKC Waalwijk (5–3 winst). Hij was in de 23e minuut verantwoordelijk voor de openingstreffer.
Zijn debuut voor Ajax 1 maakte hij op woensdag 26 oktober 2016 in een KNVB beker-wedstrijd tegen Kozakken Boys. Hij maakte in dit duel twee doelpunten. Op 20 november 2016 maakte Clement, tijdens het met 5-0 gewonnen duel tegen N.E.C., zijn officiële Eredivisie-debuut. Hij kwam na 66 minuten in het veld voor Václav Černý.

### Reading
Clement tekende in juni 2017 een contract tot medio 2020 bij Reading, de nummer drie van de Championship in het voorgaande seizoen. Daar werd hij herenigd met trainer Jaap Stam, onder wie hij in het seizoen 2015/16 speelde in Jong Ajax. 

### PEC Zwolle
In januari 2019 ging hij opnieuw zijn voormalig trainer achterna. Hij ondertekende een contract voor tweeënhalf jaar bij PEC Zwolle. Hij debuteerde op 19 januari tegen Feyenoord en was meteen een vaste waarde voor het team. Clement speelde 87 wedstrijden voor de club, waarin hij vier keer scoorde.

### RKC Waalwijk
Medio 2022 stapte Clement over naar RKC Waalwijk. Hij debuteerde in de twee speelronde tegen FC Emmen. Ook bij RKC maakte Clement veel minuten. Hij kwam in één seizoen tot 34 wedstrijden en twee doelpunten.

### Sparta Rotterdam
In de zomer van 2023 verkaste Clement naar Sparta Rotterdam. Ook hier speelde hij bijna alles. Aan het einde van het seizoen 2023/24 mocht Sparta door een achtste plaats meedoen om een ticket voor de UEFA Conference League. In de wedstrijd tegen FC Utrecht speelde Clement de hele wedstrijd, maar er werd met 3-1 verloren.

## Clubstatistieken
Beloften
| Seizoen | Club      |                    | Competitie     | Competitie | Competitie |
| Seizoen | Club      | Wed.               | Competitie     | Dlp        |            |
| ------- | --------- | ------------------ | -------------- | ---------- | ---------- |
| 2014/15 | Jong Ajax | Vlag van Nederland | Eerste divisie | 1          | 0          |
| 2015/16 | Jong Ajax | Vlag van Nederland | Eerste divisie | 30         | 1          |
| 2016/17 | Jong Ajax | Vlag van Nederland | Eerste divisie | 23         | 5          |
| Totaal  | Totaal    | Totaal             | Totaal         | 54         | 6          |

Bijgewerkt tot en met einde seizoen 2016/2017.
Senioren
| Seizoen                     | Club             | Land               | Competitie      | Competitie | Competitie | Beker | Beker | Internationaal | Internationaal | Overig | Overig | Totaal | Totaal |
| Seizoen                     | Club             | Land               | Competitie      | Wed.       | Dlp.       | Wed.  | Dlp.  | Wed.           | Dlp.           | Wed.   | Dlp.   | Wed.   | Dlp.   |
| --------------------------- | ---------------- | ------------------ | --------------- | ---------- | ---------- | ----- | ----- | -------------- | -------------- | ------ | ------ | ------ | ------ |
| 2016/17                     | AFC Ajax         | Vlag van Nederland | Eredivisie      | 1          | 0          | 2     | 3     | 1              | 0              | 0      | 0      | 4      | 3      |
| Club totaal                 | Club totaal      | Club totaal        | Club totaal     | 1          | 0          | 2     | 3     | 1              | 0              | 0      | 0      | 4      | 3      |
| 2017/18                     | Reading FC       | Vlag van Engeland  | Championship    | 23         | 0          | 6     | 0     | 0              | 0              | 0      | 0      | 29     | 0      |
| 2018/19                     | Reading FC       | Vlag van Engeland  | Championship    | 0          | 0          | 1     | 0     | 0              | 0              | 0      | 0      | 1      | 0      |
| Club totaal                 | Club totaal      | Club totaal        | Club totaal     | 23         | 0          | 7     | 0     | 0              | 0              | 0      | 0      | 30     | 0      |
| 2018/19                     | PEC Zwolle       | Vlag van Nederland | Eredivisie      | 17         | 0          | 0     | 0     | —              | —              | 0      | 0      | 17     | 0      |
| 2019/20                     | PEC Zwolle       | Vlag van Nederland | Eredivisie      | 24         | 3          | 2     | 0     | —              | —              | 0      | 0      | 26     | 3      |
| 2020/21                     | PEC Zwolle       | Vlag van Nederland | Eredivisie      | 23         | 2          | 1     | 0     | —              | —              | 0      | 0      | 24     | 2      |
| 2021/22                     | PEC Zwolle       | Vlag van Nederland | Eredivisie      | 19         | 0          | 1     | 0     | —              | —              | 0      | 0      | 20     | 0      |
| Club totaal                 | Club totaal      | Club totaal        | Club totaal     | 83         | 5          | 4     | 0     | 0              | 0              | 0      | 0      | 87     | 5      |
| 2022/23                     | RKC Waalwijk     | Vlag van Nederland | Eredivisie      | 33         | 2          | 1     | 0     | 0              | 0              | 0      | 0      | 34     | 2      |
| Club totaal                 | Club totaal      | Club totaal        | Club totaal     | 33         | 2          | 1     | 0     | 0              | 0              | 0      | 0      | 34     | 2      |
| 2023/24                     | Sparta Rotterdam | Vlag van Nederland | Eredivisie      | 30         | 2          | 1     | 0     | 0              | 0              | 0      | 0      | 31     | 2      |
| 2024/25                     | Sparta Rotterdam | Vlag van Nederland | Eredivisie      | 23         | 2          | 1     | 0     | 0              | 0              | 0      | 0      | 24     | 2      |
| Club totaal                 | Club totaal      | Club totaal        | Club totaal     | 53         | 4          | 2     | 0     | 0              | 0              | 0      | 0      | 55     | 4      |
| Carrière totaal             | Carrière totaal  | Carrière totaal    | Carrière totaal | 193        | 11         | 16    | 3     | 1              | 0              | 0      | 0      | 210    | 14     |
| Bijgewerkt op 15 maart 2025 |                  |                    |                 |            |            |       |       |                |                |        |        |        |        |

## Interlandcarrière
Nederland –21
Op 22 maart 2018 debuteerde Clement in het Nederland –21, tijdens een vriendschappelijk duel tegen België –21. De wedstrijd eindigde in 1–4.
| Interlands van Pelle Clement voor Nederland –21 | Interlands van Pelle Clement voor Nederland –21 | Interlands van Pelle Clement voor Nederland –21 | Interlands van Pelle Clement voor Nederland –21 | Interlands van Pelle Clement voor Nederland –21 | Interlands van Pelle Clement voor Nederland –21 |
| №                                               | Datum                                           | Wedstrijd                                       | Uitslag                                         | Soort Wedstrijd                                 | Doelpunten                                      |
| Als speler bij Reading FC                       | Als speler bij Reading FC                       | Als speler bij Reading FC                       | Als speler bij Reading FC                       | Als speler bij Reading FC                       | Als speler bij Reading FC                       |
| ----------------------------------------------- | ----------------------------------------------- | ----------------------------------------------- | ----------------------------------------------- | ----------------------------------------------- | ----------------------------------------------- |
| 1.                                              | 22 maart 2018                                   | Nederland – België                              | 1 – 4                                           | Vriendschappelijk                               | 0                                               |
| 2.                                              | 27 maart 2018                                   | Andorra – Nederland                             | 0 – 1                                           | Kwalificatie EK 2019                            | 0                                               |

Nederland –20
Clement werd op 21 augustus 2015 door bondscoach Remy Reynierse opgenomen in de voorselectie van Nederland –20 voor twee vriendschappelijke wedstrijden met Frankrijk –20. Hij werd ook opgenomen in de definitieve selectie. In de eerste wedstrijd tegen Frankrijk –20 op 4 september 2015 (1–1 gelijkspel) debuteerde hij voor Nederland –20. Clement kwam de hele wedstrijd in actie. In de laatste wedstrijd op het Elite Cup '15 tegen Turkije –20 was hij verantwoordelijk voor het enige doelpunt van de wedstrijd waarmee Nederland –20 de laatste wedstrijd van dit toernooi winnend afsloot.
| Interlands van Pelle Clement voor Nederland –20 | Interlands van Pelle Clement voor Nederland –20 | Interlands van Pelle Clement voor Nederland –20 | Interlands van Pelle Clement voor Nederland –20 | Interlands van Pelle Clement voor Nederland –20 | Interlands van Pelle Clement voor Nederland –20 |
| №                                               | Datum                                           | Wedstrijd                                       | Uitslag                                         | Soort Wedstrijd                                 | Doelpunten                                      |
| Als speler bij AFC Ajax                         | Als speler bij AFC Ajax                         | Als speler bij AFC Ajax                         | Als speler bij AFC Ajax                         | Als speler bij AFC Ajax                         | Als speler bij AFC Ajax                         |
| ----------------------------------------------- | ----------------------------------------------- | ----------------------------------------------- | ----------------------------------------------- | ----------------------------------------------- | ----------------------------------------------- |
| 1.                                              | 4 september 2015                                | Nederland – Frankrijk                           | 1 – 1                                           | Vriendschappelijk                               | 0                                               |
| 2.                                              | 7 september 2015                                | Nederland – Frankrijk                           | 0 – 2                                           | Vriendschappelijk                               | 0                                               |
| 3.                                              | 10 oktober 2015                                 | Duitsland – Nederland                           | 2 – 1                                           | Elite Cup '15                                   | 0                                               |
| 4.                                              | 13 oktober 2015                                 | Nederland – Turkije                             | 1 – 0                                           | Elite Cup '15                                   | 1                                               |
| 5.                                              | 24 maart 2016                                   | Portugal – Nederland                            | 1 – 1                                           | Vriendschappelijk                               | 0                                               |
| 6.                                              | 26 maart 2016                                   | Portugal – Nederland                            | 1 – 1                                           | Vriendschappelijk                               | 0                                               |

Nederland –18
Op 30 oktober 2013 werd Clement voor het eerst opgeroepen door bondscoach Remy Reynierse voor de voorselectie van Nederland -18 voor een vriendschappelijk vierlandentoernooi in Turkije. Op 5 november 2013 werd maakte Clement deel uit van de definitieve selectie. In zijn eerste interland tegen Duitsland was hij meteen goed voor een assist op Pelle van Amersfoort in een wedstrijd die met 2–1 verloren werd van Duitsland. Zijn tweede interland maakte hij eveneens op het vierlandentoernooi in een wedstrijd tegen Tsjechië. Clement werd na zijn basisopstelling na 60 minuten gewisseld voor Dabney dos Santos Souza.